# بوهر (ویرجینیای غربی)
بوهر (به انگلیسی: Booher) یک منطقهٔ مسکونی در ایالات متحده آمریکا است که در شهرستان تایلر، ویرجینیای غربی واقع شده‌است. بوهر ۲۲۵٫۸۶ متر بالاتر از سطح دریا واقع شده‌است.